# Wieruszów (gmina)
Wieruszów (do 1954 miasto Wieruszów + gmina Podzamcze) – gmina miejsko-wiejska w województwie łódzkim, w powiecie wieruszowskim. W latach 1975–1998 gmina położona była w województwie kaliskim.
Siedziba gminy to Wieruszów.
Według danych z 30 czerwca 2004 gminę zamieszkiwało 14 236 osób.

## Struktura powierzchni
Według danych z roku 2002 gmina Wieruszów ma obszar 97,13 km², w tym:
- użytki rolne: 68%
- użytki leśne: 20%

Gmina stanowi 16,86% powierzchni powiatu.

## Demografia

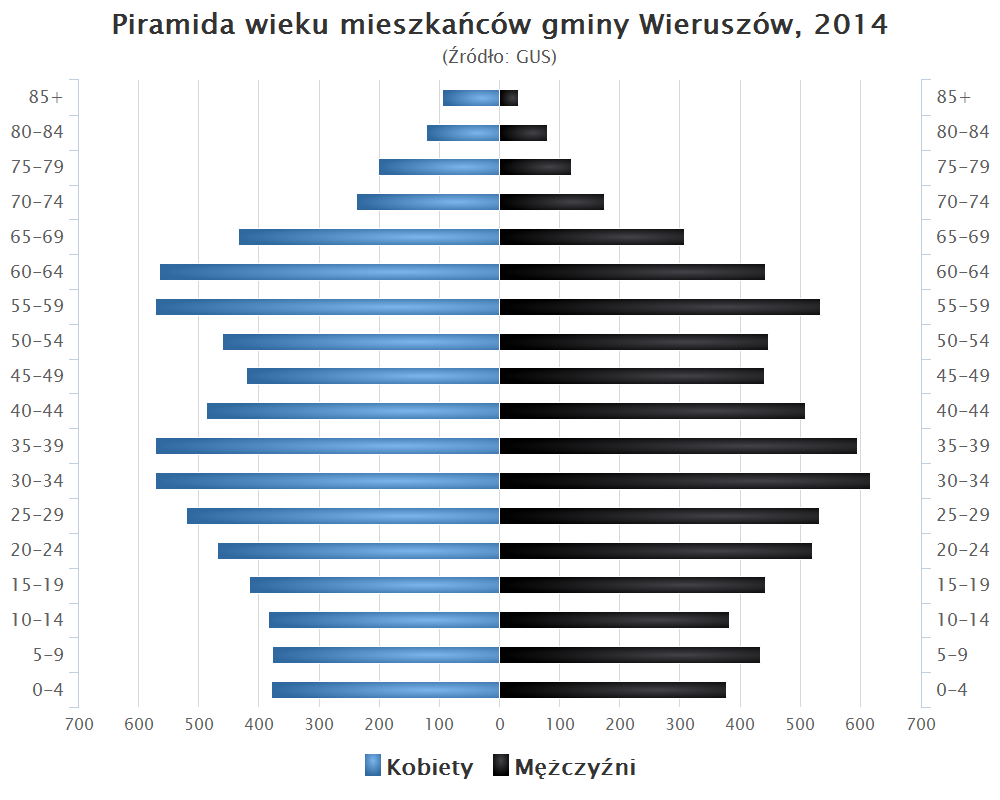
Piramida wieku mieszkańców gminy Wieruszów w 2014 roku

Dane z 30 czerwca 2004:
| Opis                              | Ogółem | Ogółem | Kobiety | Kobiety | Mężczyźni | Mężczyźni |
| --------------------------------- | ------ | ------ | ------- | ------- | --------- | --------- |
| jednostka                         | osób   | %      | osób    | %       | osób      | %         |
| populacja                         | 14 236 | 100    | 7307    | 51,3    | 6929      | 48,7      |
| gęstość zaludnienia (mieszk./km²) | 146,6  | 146,6  | 75,2    | 75,2    | 71,3      | 71,3      |

## Sołectwa
Chobanin, Cieszęcin, Jutrków, Klatka, Kowalówka, Kuźnica Skakawska, Lubczyna, Mieleszynek, Mirków, Pieczyska, Polesie, Teklinów, Wyszanów.

## Pozostałe miejscowości
Dobrydział, Górka Wieruszowska, Grześka, Mesznary, Mieczków, Podzamcze (kolonia), Podzamcze (osada), Skakawa, Sopel, Wesoła.

## Sąsiednie gminy
Baranów, Bolesławiec, Czastary, Doruchów, Galewice, Kępno, Łęka Opatowska, Sokolniki

## Prawybory
W gminie Wieruszów przeprowadzono 3 razy prawybory jako formę sondażu przed ogólnopolskimi wyborami.
Zobacz: Prawybory w Wieruszowie.